# Zbigniew Kiernikowski
Zbigniew Kiernikowski (ur. 2 lipca 1946 w Szamarzewie) – polski duchowny rzymskokatolicki, profesor nauk teologicznych, biskup diecezjalny siedlecki w latach 2002–2014, delegat apostolski ds. obrządku bizantyńsko-słowiańskiego w latach 2007–2014, biskup diecezjalny legnicki w latach 2014–2021, od 2021 biskup senior diecezji legnickiej.

## Życiorys
Urodził się 2 lipca 1946 w Szamarzewie w rodzinie Edmunda i Mieczysławy z domu Furmaniak. W latach 1960–1964 uczęszczał do Liceum Ogólnokształcącego we Wrześni, gdzie złożył egzamin dojrzałości. W latach 1964–1965 studiował na Politechnice Poznańskiej, zaliczając pierwszy rok. W latach 1965–1971 odbył studia w Wyższym Seminarium Duchownym w Gnieźnie. Święceń prezbiteratu udzielił mu 6 czerwca 1971 w kościele parafialnym w Sokolnikach Jan Czerniak, biskup pomocniczy gnieźnieński. Inkardynowany został do archidiecezji gnieźnieńskiej. Od 1972 studiował w Papieskim Instytucie Biblijnym w Rzymie. W 1976 uzyskał licencjat, a w 1981 obronił pracę doktorską. Doktorat z nauk biblijnych uzyskał w 1983. Obydwa stopnie nostryfikował w 2000 na Uniwersytecie Kardynała Stefana Wyszyńskiego w Warszawie. Na tym samym uniwersytecie w 2001 na podstawie rozprawy Eucharystia i jedność uzyskał stopień doktora habilitowanego nauk teologicznych w zakresie biblistyki. W 2012 otrzymał tytuł naukowy profesora nauk teologicznych.
W latach 1971–1972 pracował jako wikariusz w parafii w Trzemesznie. W 1981 był wikariuszem parafii katedralnej w Gnieźnie. Związał się z Ruchem Światło-Życie i Drogą Neokatechumenalną. Był postulatorem watykańskiego etapu procesu beatyfikacyjnego ks. Jerzego Popiełuszki.
W latach 1981–1986 był zatrudniony w Prymasowskim Wyższym Seminarium Duchownym w Gnieźnie. Prowadził wykłady z homiletyki i przedmiotów biblijnych. Ponadto w latach 1981–1982 pełnił funkcję prefekta studiów, a w latach 1982–1986 wicerektora. Przedmioty biblijne wykładał również w Wyższym Seminarium Duchownym Zgromadzenia Księży Ducha Świętego w Bydgoszczy w latach 1982–1986 i w Prymasowskim Instytucie Kultury Chrześcijańskiej w Gnieźnie i Bydgoszczy w latach 1983–1986. Prowadził też kursy biblijne w ramach formacji kapłanów i sióstr zakonnych. W 1986 ponownie udał się do Rzymu, gdzie objął funkcję wicerektora, a w 1987 rektora Papieskiego Instytutu Polskiego. W latach 1987–2002 prowadził wykłady z teologii biblijnej i misjologii na Papieskim Uniwersytecie Urbaniańskim, a w latach 1991–2005 teologię biblijną i etykę na Papieskim Uniwersytecie Świętego Tomasza z Akwinu. W 2001 został zatrudniony na Wydziale Teologicznym Uniwersytetu Mikołaja Kopernika w Toruniu. W 2003 otrzymał nominację na profesora nadzwyczajnego. W 2002 został wykładowcą Wyższego Seminarium Duchownego w Siedlcach. W latach 2003–2006 prowadził zajęcia zlecone z zakresu literatury i biblistyki w Instytucie Filologii Polskiej Akademii Podlaskiej w Siedlcach.
W 1989 został członkiem Stowarzyszenia Evangelium und Kultur. e.V., mającego na celu promocję nauk biblijnych. W 1993 objął funkcję prezesa stowarzyszenia. W 2004 został członkiem Stowarzyszenia Biblistów Polskich. Przyczynił się do wydania Katechizmu siedleckiego. Został członkiem rad naukowych czasopism „Teologia i człowiek” i „Teologiczne Studia Siedleckie”.
28 marca 2002 papież Jan Paweł II mianował go biskupem diecezjalnym diecezji siedleckiej. Święcenia biskupie otrzymał 20 maja 2002 w bazylice św. Piotra w Rzymie. Udzielił mu ich kardynał Angelo Sodano, sekretarz Stanu Stolicy Apostolskiej, w asyście Henryka Muszyńskiego, arcybiskupa metropolity gnieźnieńskiego, i Jana Mazura, emerytowanego biskupa diecezjalnego siedleckiego. 24 maja 2002 kanonicznie przejął diecezję, a 7 czerwca 2002 odbył ingres do katedry siedleckiej. Jako dewizę biskupią przyjął słowa „Evangelio oboedientia – Eucharistia” (Posłuszeństwo Ewangelii – Eucharystia). W latach 2007–2014 sprawował urząd delegata apostolskiego ds. obrządku bizantyńsko-słowiańskiego.
Decyzją papieża Franciszka 16 kwietnia 2014 został przeniesiony na urząd biskupa diecezjalnego diecezji legnickiej. Diecezję przejął kanonicznie 27 czerwca 2014, natomiast 28 czerwca 2014 odbył ingres do katedry Świętych Apostołów Piotra i Pawła w Legnicy. 28 czerwca 2021 archidiecezja lubelska poinformowała o przeprowadzeniu przez Stolicę Apostolską dochodzenia, w oparciu o motu proprio Vos estis lux mundi, dotyczącego sygnalizowanych jego zaniedbań w prowadzeniu sprawy nadużycia seksualnego wobec osoby małoletniej przez podległego mu kapłana diecezji siedleckiej. W następstwie dochodzenia, zważając również na trudności w zarządzaniu diecezją, złożył rezygnację ze sprawowania urzędu biskupa diecezjalnego legnickiego, którą tego dnia przyjął papież Franciszek. Wcześniej poinformował, że rezygnację złożył ze względu na nieodległe osiągnięcie wieku emerytalnego. Do 29 czerwca 2021, kiedy diecezję kanonicznie przejął jego następca, Andrzej Siemieniewski, zarządzał nią jako administrator.
W Konferencji Episkopatu Polski objął funkcję przewodniczącego Zespołu ds. Kontaktów z Konferencją Episkopatu Francji. Został także członkiem Komisji Duchowieństwa, Komisji Duszpasterstwa i Ogólnopolskiego Komitetu Organizacyjnego Obchodów 1050. Rocznicy Chrztu Polski w 2016 roku. Dwukrotnie, w 2005 i 2008, brał udział w Synodzie Biskupów w Rzymie. W 2013 konsekrował biskupa pomocniczego siedleckiego Piotra Sawczuka.

## Odznaczenia
W 2009 prezydent RP Lech Kaczyński nadał mu Krzyż Kawalerski Orderu Odrodzenia Polski.